# Le Grand Sommeil (roman)
Pour les articles homonymes, voir Le Grand Sommeil.
Le Grand Sommeil (titre original : The Big Sleep) est un roman noir américain de Raymond Chandler, paru en 1939. Écrit en seulement trois mois, c'est le premier roman de l'auteur, et le premier mettant en scène le personnage du détective privé Philip Marlowe.
Remarquable par sa complexité, le récit compte de nombreuses trahisons, rebondissements et intrigues à tiroir. Classique parmi les classiques de la littérature populaire américaine, ce roman est devenu une référence culturelle pour la société américaine. Son adaptation au cinéma en 1946 par Howard Hawks sous le même titre Le Grand Sommeil est un des grands classiques du film noir et, à l'époque, révèle le couple, devenu mythique, formé par Humphrey Bogart et Lauren Bacall qui incarnent respectivement Philip Marlowe et Vivian Sternwood, les deux personnages principaux. 
Le roman est traduit en français en 1948 par Boris Vian et publié dans la collection Série noire, dont il constitue l'un des fleurons. Il a depuis connu de nombreuses rééditions au sein des collections sœurs de l'éditeur Gallimard et s'est retrouvé parmi les meilleurs romans dans plusieurs classements littéraires internationaux. Une seconde adaptation a été réalisée en 1978 par Michael Winner avec Robert Mitchum dans le rôle de Marlowe.

## Historique
« Jusqu'en 1938, [Raymond Chandler] écrit des nouvelles dont il fera plus tard le point de départ de plusieurs de ses romans : c'est le principe des "cannibalized stories". » C'est le cas du Grand Sommeil, dont la conception se fonde en grande partie sur la trame de nouvelles précédemment publiées dans le pulp Black Mask et refondues dans un récit cohérent : Le Tueur sous la pluie (Killer in the Rain, parue en janvier 1935) et Le Rideau (The Curtain, parue en septembre 1936), « ainsi qu'un court passage d'une troisième, Un mordu (The Man Who liked Dogs, parue dans Black Mask en mars 1936). » Ces récits indépendants ont tous pour héros un privé nommé Camardy, sorte de prototype de Marlowe. Ils comptent également plusieurs faits et personnages dont les traits communs sont  unifiés par Chandler dans son roman. Ainsi, les deux premières nouvelles mettent chacune en scène un père riche et très puissant pourtant plongé dans la tourmente en raison des frasques répétées de sa fille délurée. Ces deux pères impuissants deviendront le Général Sternwood du roman, et les deux filles dépravées, Carmen et Vivian Sternwood. En outre, l'écrivain emprunte également à ses nouvelles L'Indic, Poissons rouges et Le Jade du mandarin quelques courts passages du Grand Sommeil.

## Personnages
- Philip Marlowe, détective privé
- Le général Sternwood, vieil homme riche et malade
- Vivian Sternwood, fille aînée du général
- Terrance « Rusty » Reagan, mari disparu de Vivian
- Carmen Sternwood, fille cadette du général
- Owen Taylor, le chauffeur des Sternwood
- Norris, maître d'hôtel des Sternwood
- Arthur Gwynn Geiger, bouquiniste et pornographe
- Carol Lundgren, jeune amant de Geiger
- Agnès Lozelle, commis de la librairie de Geiger et criminelle
- Eddie Mars, caïd du crime organisé
- Mona (Grant) Mars, son épouse
- Joe Brody, escroc et ex-amant de Mona Mars
- Bernie Ohls, enquêteur de la police et ami de Marlowe
- Taggart Wilde, procureur de district
- Capitaine Cronjager, capitaine de la police local et ennemi de Marlowe
- Harry Jones, malfrat
- Lash Canino, tueur à gages

## Résumé
Le détective privé Philip Marlowe est engagé par le général Sternwood, un riche paraplégique, pour résoudre une affaire de chantage dont sa fille Carmen est victime de la part d'Arthur Gwynn Geiger, un bouquiniste. Avant son départ, Marlowe est interpellé par Vivian, la seconde fille du général, qui pense qu'il a été embauché pour retrouver son mari, Rusty Regan, disparu depuis un mois. La conversation tourne court quand Marlowe refuse de répondre aux questions de la jeune femme qui paraît fort irritée par l'attitude désinvolte, mais ferme, du détective.
Marlowe prend Geiger en filature. Il découvre bientôt que le bouquiniste utilise sa librairie comme paravent, masquant un commerce de pornographie. Peu après, Marlowe découvre Geiger mort chez lui, et trouve également sur les lieux, Carmen Sternwood, nue et droguée, qui posait comme modèle pour une séance de photos. Quand le détective revient chez Geiger après avoir mis Carmen en sûreté, le cadavre a disparu.
Le lendemain matin, Bernie Ohls, enquêteur de la police qui a favorisé la rencontre entre le général Sternwood et Marlowe, téléphone à ce dernier et lui apprend qu'une des voitures appartenant aux Sternwood a été retrouvée immergée. L'enquête révèle qu'Owen Taylor, le chauffeur des Sternwood, se trouvait au volant, mais qu'il a été assommé avant que le véhicule fasse son plongeon. Marlowe comprend bientôt que le chauffeur était amoureux de Carmen, qu'il a tué Geiger en voyant la jeune fille droguée et utilisée à des fins pornographiques par le bouquiniste. Cependant, Taylor a été retrouvé sans la pellicule photographique qui avait été retirée de l'appareil. Pour retrouver celui qui a pris au chauffeur le rouleau de pellicule, Marlowe suit une piste qui le conduit à Agnès Lozelle, employée de la librairie de Geiger, qui cherche à tirer parti de la situation grâce à l'aide de Joe Brody, un escroc sans envergure. Au moment où Marlowe coince les deux complices et les somme de se mettre à table, un nouveau rebondissement survient : Brody est abattu devant la porte de son appartement par un visiteur inconnu. Marlowe parvient à découvrir son identité : il s'agit de Carol Lundgren, le jeune et bel amant de Geiger qui a tué Brody parce qu'il le croyait à tort responsable de la mort du libraire.
Entre-temps, Marlowe se heurte à Eddie Mars, un malfrat notoire, patron du Sad Cypress, un cercle de jeu privé, qui semble avoir été de mèche avec Geiger dans le commerce de la pornographie. Or le détective s'aperçoit qu'Eddie Mars a une réelle emprise sur Vivian Sternwood. Plus intrigant encore : Rusty Regan se serait enfui avec Mona, la femme de Mars. 

### Dénouement
En cherchant à en savoir plus, Marlowe tombe aux mains des tueurs de Mars et est sauvé in extremis par Mona qui lui déclare n'avoir rien à voir avec la disparition de Rusty Regan (mari de Vivian). De retour chez lui, trouvant Carmen nue dans son lit, il refuse ses avances, ce qui ne plait pas à la jeune fille qui tire sur lui avec une arme heureusement chargée à blanc. Marlowe saisit alors que le même scénario a dû arriver à Rusty Regan, avec une issue autrement tragique. Il comprend aussi que Vivian a sollicité les services d'Eddie Mars pour dissimuler le cadavre d'un mari qu'elle n'aimait pas, afin de sauver sa sœur et la réputation de la famille Sternwood.
Pour éviter un choc émotif fatal au vieux Sternwood, Marlowe accepte de ne pas livrer les deux sœurs à la police. Il exige de Vivian qu'elle fasse interner Carmen dans un établissement psychiatrique.

## Réception critique
« Une date dans l'histoire du roman policier : l'apparition du privé Philip Marlowe et un ton nouveau, empreint d'humour et de tristesse (tous les personnages sont désabusés), de violence et de sensualité ».
La maison d'édition américaine du Grand Sommeil ne ménage pas ses efforts pour promouvoir l'œuvre lors de sa parution. En effet, l'éditeur Alfred A. Knopf, « ravi d'emblée, déclare ce roman « très bien écrit » en remettant un exemplaire avant publication à Eric Ambler qui relate le fait dans ses mémoires. [Et il] sait faire partager son enthousiasme aux critiques spécialisés en leur présentant son auteur comme le grand novateur de l'école hammettienne. »
Le roman essuie pourtant deux mauvaises critiques qui le jugent « malsain », mais Chandler se défend en « refusant  cette accusation d'immoralité. » C'est que le roman aborde de front les thèmes, très controversés à l'époque, de la pornographie et de l'homosexualité, cette orientation sexuelle étant en outre présentée en évitant en partie les clichés que diffusait à son endroit la littérature policière de l'entre-deux-guerres. D'ailleurs, lorsque le roman sera adapté au cinéma, les responsables du code Hays interdiront que le film traite clairement de ces deux thèmes.

## Distinctions
Le Grand Sommeil occupe la 2e place au classement des Cent meilleurs romans policiers de tous les temps établi en 1990 par la Crime Writers' Association.
Le roman est aussi classé à la 8e place au classement des cent meilleurs livres policiers de tous les temps établi par l'association des Mystery Writers of America en 1995.
Il occupe la 96e place au classement des cent livres du siècle établi par la Fnac et le journal Le Monde en 1999.

## Éditions

### Édition originale américaine
- (en) Raymond Chandler, The Big Sleep, New York, Alfred A. Knopf, 1939 (OCLC 42659496)

### Éditions françaises
- (fr) Raymond Chandler (auteur) et Boris Vian (traducteur), Le Grand Sommeil [« The Big Sleep »], Paris, Éditions Gallimard, coll. « Série noire no 13 », 1948, 251 p. (BNF 31927414)
- (fr) Raymond Chandler (auteur) et Boris Vian (traducteur), Le Grand Sommeil [« The Big Sleep »], Paris, Éditions Gallimard, coll. « La Poche noire no 26 », 1967, 255 p. (BNF 32947237)
- (fr) Raymond Chandler (auteur) et Boris Vian (traducteur), Le Grand Sommeil [« The Big Sleep »], Paris, Éditions Gallimard, coll. « Carré noir no 106 », 1973, 251 p. (BNF 35144494)
- (fr) Raymond Chandler (auteur) et Boris Vian (traducteur) (trad. de l'anglais), Le Grand Sommeil [« The Big Sleep »], Paris, Éditions Gallimard, coll. « Folio no 1865 », 1987, 251 p. (ISBN 2-07-037865-9, BNF 34967501)
- (fr) Raymond Chandler (auteur) et Boris Vian (traducteur) (trad. de l'anglais), Le Grand Sommeil [« The Big Sleep »], Paris, Éditions Gallimard, coll. « Bibliothèque noire », 1992, 648 p. (ISBN 2-07-072819-6, BNF 35539770) Ce volume omnibus réunit les romans suivants : Le Grand Sommeil, La Grande Fenêtre et Fais pas ta rosière !
- (fr) Raymond Chandler (auteur) et Boris Vian (traducteur) (trad. de l'anglais), Le Grand Sommeil [« The Big Sleep »], Paris, Éditions Gallimard, coll. « Folio policier no 13 », 1998, 251 p. (ISBN 2-07-040647-4, BNF 36999053)
- (fr) Raymond Chandler (auteur) et Boris Vian (traducteur) (trad. de l'anglais), Le Grand Sommeil [« The Big Sleep »], « in » Les Enquêtes de Philip Marlowe, Paris, Éditions Gallimard, coll. « Quarto », 2013, 1295 p. (ISBN 978-2-07-014104-3, BNF 43741236) Ce volume omnibus réunit les romans suivants : Le Grand Sommeil ; Adieu, ma jolie ; La Grande Fenêtre ; La Dame du lac ; La Petite Sœur (anciennement Fais pas ta rosière !) ; The Long Goodbye (anciennement Sur un air de navaja) ; Playback (anciennement Charades pour écroulés). Toutes les traductions ont été révisées par Cyril Laumonier, sauf Le Grand Sommeil et La Dame du lac, dont le texte a néanmoins été mis aux normes de l'édition actuelle.

## Adaptations cinématographiques

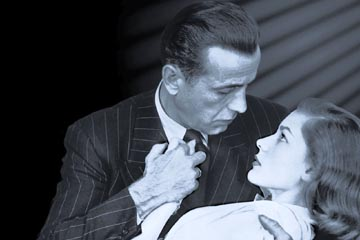
Humphrey Bogart et Lauren Bacall, photo publicitaire pour le film Le Grand Sommeil (1946).

Si le détective privé Philip Marlowe est apparu de nombreuses fois au cinéma et à la télévision, il convient de remarquer que les incarnations d'Humphrey Bogart et de Robert Mitchum dans les adaptations du Grand Sommeil sont demeurées tout particulièrement célèbres.
La première adaptation, scénarisée par Leigh Brackett, William Faulkner et Jules Furthman et réalisée en 1946 par Howard Hawks, est sensiblement fidèle à l'histoire originale et montre pour la première fois le couple Humphrey Bogart et Lauren Bacall à l'écran après l'officialisation de leur union. Le film, qui révèle en outre la jeune actrice Martha Vickers, est considéré depuis sa sortie comme l'un des principaux films noirs de la période classique du genre.
La seconde adaptation, réalisée en 1978 par Michael Winner, prend quelques libertés avec l'histoire originale, déplaçant notamment l'intrigue de Los Angeles à Londres. Privé de l'atmosphère sombre et urbaine de Los Angeles et tourné en couleur, le film perd en densité ce qu'il gagne en accessibilité. Robert Mitchum joue ici une seconde fois le rôle de Philip Marlowe, après Adieu ma jolie en 1975.
- 1946 : Le Grand Sommeil (The Big Sleep), film américain réalisé par Howard Hawks, avec Humphrey Bogart, dans le rôle de Philip Marlowe, et Lauren Bacall, dans celui de Vivian Sternwood Rutledge.
- 1978 : Le Grand Sommeil (The Big Sleep), film britannique[7] réalisé par Michael Winner, avec Robert Mitchum, dans le rôle de Philip Marlowe, et Sarah Miles dans celui de Vivian Sternwood (rebaptisée Charlotte Sternwood).
- 1998 : le film des Frères Coen The Big Lebowski fut notamment inspiré par le personnage de Philip Marlowe et de divers autres éléments de nouvelles de Chandler dont Le Grand Sommeil[8],[9].

## Sources bibliographiques
- Denis Fernandez Recatala, Le Polar, Paris, MA Éditions, 1986, 187 p. (OCLC 15796887).
- Jean-Paul Schweighaeuser, Raymond Chandler : parcours d'une œuvre, Amiens, Encrage, 1997, 127 p. (OCLC 38162481).
- Jean Tulard, Dictionnaire du roman policier : 1841-2005. Auteurs, personnages, œuvres, thèmes, collections, éditeurs, Paris, Fayard, 2005, 768 p. (ISBN 978-2-915793-51-2, OCLC 62533410), p. 315 (notice sur Le Grand Sommeil).